# Manovra (nautica)
Sono considerate manovre di navigazione i cambi di direzione impresse ad una imbarcazione  tramite spostamenti del timone, dai quali, ne consegue un cambio di traiettoria. Inoltre, sono considerate manovre, anche le variazioni di spinta del propulsore (elica, idrojet ecc..) che, oltre a permettere l'avanzamento dell'imbarcazione, ne consentono effetti evolutivi direzionali ed anche di arresto. Resta sottinteso, che ambedue gli effetti possono essere utilizzati simultaneamente come spesso avviene.
Tali manovre, se eseguite correttamente, permettono di eseguire manovre molto più complesse.
Tra le più importanti manovre da saper eseguire in quanto dall'esito di essa dipende la vita del naufrago, è la manovra del recupero di un uomo a mare:  in tale evenienza è decisiva la tempestività d'azione, specie con vento e mare formato, dove è facile perdere di vista il naufrago.
Altra manovra frequente è quella di uscita e entrata in porto, dove tra l'altro si deve sempre procedere a velocità di sicurezza, specie in prossimità degli ormeggi; a tale riguardo, va sottolineato che se si determinano danni per effetto dello spostamento d'acqua, è considerato responsabile colui che ha generato tale spostamento a causa di una irregolare condotta della navigazione (Artt. 488-1123 del Codice della navigazione). Inoltre è da tener presente, che negli spazi acquei portuali, per quanto riguarda le imbarcazioni a vela è spesso vietato (per ragioni di sicurezza) l'uso delle vele per  manovrare, come pure entrare ed uscire, se non utilizzando (anche o solamente) il motore ausiliario. Di norma, la navigazione all'interno e in prossimità dei porti (nel raggio di un miglio dalla loro entrata) è regolamentata da ordinanze delle autorità marittime locali.
Un'altra manovra che si effettua ogni volta che si inizia o si finisce una navigazione è il disormeggio e l'ormeggio il quale  richiede sempre sicurezza e determinazione, specie quando l'imbarcazione, non sorretta da adeguato abbrivio, tende a traversarsi al vento e alla corrente. Così come l'attracco di fianco  e l'attracco  di prora.
Ancora importante è la manovra di mettere l'imbarcazione alla "cappa" che si attua (ovvero, è una andatura che si assume) con il tempo cattivo e consiste nel mantenere l'imbarcazione nella posizione meno svantaggiosa, con poca vela, (o senza) tanto da consentire di mantenere la prora al mare ed al vento,senza avanzare o quasi, in attesa che le condizioni meteo migliorino e  consentano di riprendere la navigazione.